# Parler tout bas
A Parler tout bas (magyarul: Egészen halkan beszélni) a francia énekesnő, Alizée harmadik kislemeze, mely 2001 áprilisában jelent meg.

## A klip
A videóban Alizée-t egy kinti szobában láthatjuk, körülvéve játékaival és később egy erdővel. A klip tárgya egy plüssmackó, melyet az énekesnő karjaiban láthatunk. Később Alizée eltemeti azt, mely egyben a gyermeki ártatlanság magunk mögött hagyását is jelképezi. A videóban feltűnik egy fiatal férfi szereplő is, Jérome Devoise, aki Alizée szerelmét játssza. Nem első alkalommal szerepelt Alizée klipjeiben: a férfi már feltűnt a Moi… Lolita kisfilmjében is. A Parler tout bas videóklipjét Laurent Boutonnat rendezte és 2001. április 25-én debütált az M6 csatornán.

## Kiadások
Kislemez CD
1. "Parler tout bas" – 4:35
2. "Parler tout bas" (instrumental) – 4:35

Digitális letöltés
1. "Parler tout bas" – 4:35

## Listák
| Lista(2001)                      | Legjobb helyezés |
| -------------------------------- | ---------------- |
| Belgium (Ultratop 50 Wallonia)   | 15               |
| Francia (SNEP) kislemez lista    | 12               |
| Tajvan (Hit FM Top 100)          | 9                |
| Éves lista                       | Helyezés         |
| 2001 Francia SNEP kislemez lista | 59               |

## Minősítések
- Franciaország: ezüstlemez; 144.000+ eladott példányszám